# Athena Plus
AthenaPlus je mreža, osnovana u ožujku 2013., koja ima za cilj omogućavanje pristupa mrežama kulturne baštine, obogaćivanje  metapodataka, poboljšanje višejezične terminologije, te prilagođavanje podataka korisnicima s različitim potrebama. AthenaPlus je usko povezana s Europeana platformom pomoću koje koje će veliku količinu  digitaliziranog kulturnog sadržaja učiniti dostupnim za korisnike.

## Temelji
AthenaPlus se temelji na uspješnom iskustvu razvijenom od strane prethodnog ATHENA projekta (2008. – 2011.), u sklopu kojega su razvijeni LIDO i ATHENA sustavi za prihvat podataka i alat za mapiranje (MINT), čime se omogućila lakša objava i pretraživanje digitaliziranog kulturnog sadržaja na  Europeani. AthenaPlus će nastaviti i nadograditi misiju ranijeg projekta.

## Ciljevi
Jedan od primarnih zadataka je pridonijeti više od 3,6 milijuna jedinica do 30. kolovoza 2015. godine, s fokusom na sadržaj  muzeja, ali također i na sadržaj drugih institucija koje su neposredni ili posredni nositelji kulture, kao što su knjižnice, arhivi, istraživački centri, ministarstva, vladine organizacije, razna poduzeća, a također je uključen i privatni sektor.
Cilj projekta je obogaćivanje i unaprjeđivanje pretraživanja i pronalaženja željenog sadržaja  Europeane, kao i što bolje prilagođavanje i dogradnja višejezičnog  tezaurusa na 25 jezika, te poboljšanje kvalitete i povećanje kvantitete metapodataka. Ovakav pristup bit će od koristi širokom rasponu korisnika u informativne i odgojno-edukativne svrhe, kao što su turisti, škole i sveučilišta. Projekt će koristi alate koji podržavaju virtualne izložbe, različite aplikacije i usluge koje će omogućiti da sadržaj kulturne baštine bude jednostavno pretraživ. AthenaPlus će uvelike koristiti i samim sudionicima s obzirom na to da će njihov sadržaj biti međusobno povezan i dostupan, te će na taj način razmijeniti stručno iskustvo, što će doprinijeti čvršćim međunarodnim institucijskim i kulturnim vezama.

## Financiranje
Projekt je dobio sredstva EU Programa podrške politikama za primjenu informacijskih i komunikacijskih tehnologije (ICT PSP) kao dijela Okvirnog programa za konkurentnost i inovativnost (CIP). Sudjelovanje  Muzeja za umjetnost i obrt u projektu Partage Plus financijski će podržati Ministarstvo kulture Republike Hrvatske i Gradski ured za obrazovanje, kulturu i šport grada Zagreba.

## Partneri
Konzorcij AthenaPlus projekta se sastoji od ukupno 40 partnera iz 21 države članice, dvije države suradnice i jednog internacionalnog promatrača, a u sam projekt uključeno je ili na neki način povezano više stotina europskih institucija. Predviđeno je da svaka država ima Nacionalnu kontaktnu točku koja pruža podršku ostalim institucijama u državi uključenima u projekt. Matične državne institucije su navedene prve u popisima institucija svake zemlje članice.
- UMA Information Technology GmbH, Austrija
- PACKED Expertisecentrum Digitaal Erfgoed Vzw, Koninklijke Musea voor Kunst en Geschiedenis, Openbaar Kunstbezit in Vlaanderen Vzw, Michael Culture Aisbl, Koninklijk Instituut voor het Kunstpatrimonium, Belgija
- Central Library of the Bulgarian Academy of Sciences, Bugarska
- The Cyprus Institute Limited, Cipar
- Muzej za umjetnost i obrt, Hrvatska
- Narodni Muzeum-National Museum, Češka
- Eesti Vabariigi Kultuuriministeerium, Estonija
- Ministère de la culture et de la communication, Association Européenne pour la Culture Juive, Université de Savoie, Dédale, Université Pierre Mendes France, Francuska
- Hellenic Ministry of Culture and Tourism, National Technical University of Athens, University of Patras, Grčka
- Local Government Management Agency, Board of the National Museum of Ireland, Irska
- Istituto Centrale per il Catalogo Unico delle biblioteche italiane e per leinformazioni bibliografiche, Istituto Luigi Sturzo, Biblioteca nazionale centrale di Roma, M.E.T.A SRL, Italija
- Kulturas Informacijas Sistemu Centrs, Latvija
- Lietuvos Dailes Muziejus, Litva
- Petofi Irodalmi Muzeum, Mađarska
- Stiftung Preussischer Kulturbesitz, Philipps Universitaet Marburg Njemačka
- Stowarzyszenie Miedzynarodowe Centrum Zarzadzania Informacja, Poljska
- Biblioteca Academiei Române, Institutul National al Patrimoniului, Rumunjska
- Javni Zavod Republike Slovenije za Varstvo Kulturne Dediscine, Slovenija
- Departament de Cultura - Generalitat de Catalunya, Ayuntamiento de Girona, Fundacio privada i2cat, Internet i innovacio digital a Catalunya, Španjolska
- Riksarkivet, Švicarska
- Collections Trust Lbg, Ujedinjeno Kraljevstvo

## Vanjske poveznice
- (engl.) AthenaPlus  Arhivirana inačica izvorne stranice od 26. rujna 2013. (Wayback Machine)
- MUO AthenaPlus